# Mesochorus
Mesochorus (лат.) — род паразитических наездников подсемейства Mesochorinae из семейства Ichneumonidae. Известно около 700 видов.

## Описание
Наездники мелких и средних размеров, переднее крыло как правило менее 1 см (от 1,5 до 10,5 мм). На верхнем крае лица есть изогнутый книзу поперечный валик. Передний край мезоплевр отделён от верхнего конца препектального валика расстоянием равным толщине жгутика усика. На щеках есть бороздка между жвалами и глазом. Нервулюс интерстициальный или слабо постфуркальный. Жвалы с 2 зубцами. Лицо и наличник не разделены бороздкой а слиты в единую поверхность. Зеркальце переднего крыла ромбическое, большое. Лапки с гребенчатыми коготками. Личинки — гиперпаразиты других паразитических ихневмонид (реже паразитических мух-тахин), развивающихся в гусеницах бабочек, личинках жуков и перепончатокрылых. Встречаются повсеместно.

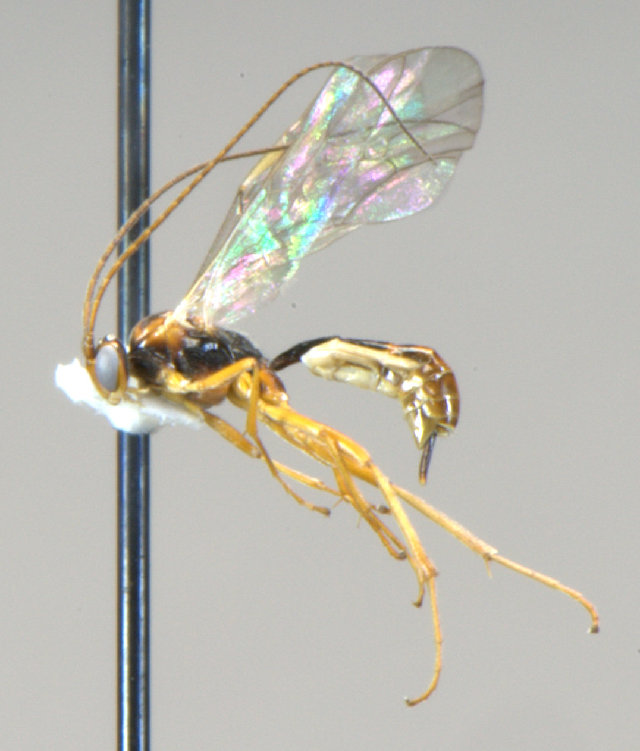
Mesochorus prolatus
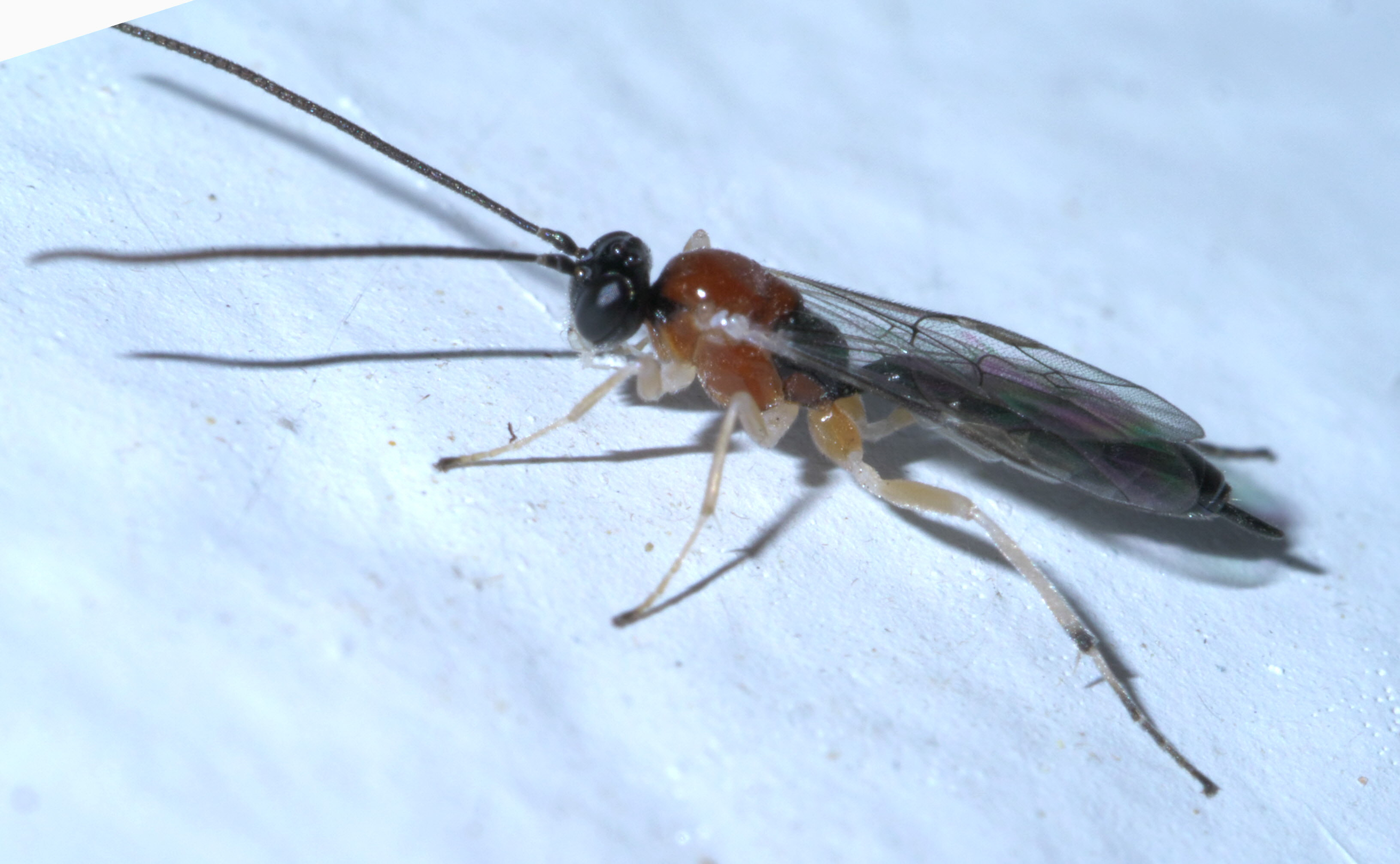
Mesochorinae sp.

## Систематика
Крупнейший род подсемейства Mesochorinae. Мировая фауна включает около 700 видов, в Палеарктике — около 300 видов. Фауна России включает 70 видов наездников-ихневмонид этого рода.

### Дополнение (2023)
- M. annamensis Riedel, 2023
- M. brevipunctatus Riedel, 2023
- M. cariniscuta Riedel, 2023
- M. controversus Riedel, 2023
- M. diversidens Riedel, 2023
- M. flavopronotalis Riedel, 2023
- M. harlequinus Riedel, 2023
- M. lamdongensis Riedel, 2023
- M. longimurus Riedel, 2023
- M. malaysiacus Riedel, 2023
- M. nigripleuris Riedel, 2023
- M. nigrofemur Riedel, 2023
- M. nigromaculatus Riedel, 2023
- M. paratenebris Riedel, 2023
- M. pictiloides Riedel, 2023
- M. pterostigmator Riedel, 2023
- M. rufator Riedel, 2023
- M. sapaensis Riedel, 2023
- M. semifuscus Riedel, 2023
- M. semipunctatus Riedel, 2023
- M. stigmaticolor Riedel, 2023
- M. striatofacies Riedel, 2023
- M. sumaterae Riedel, 2023
- M. templator Riedel, 2023
- M. tenebris Riedel, 2023
- M. tonkinensis Riedel, 2023
- M. trani Riedel, 2023
- M. vietnamensis Riedel, 2023
- M. (Stictopisthus) achterbergi Riedel, 2023
- M. (Stictopisthus) flavator Riedel, 2023
- M. (Stictopisthus) fuscomaculatus Riedel, 2023
- M. (Stictopisthus) halmaherae Riedel, 2023
- M. (Stictopisthus) kinabaluensis Riedel, 2023
- M. (Stictopisthus) longistylus Riedel, 2023
- M. (Stictopisthus) longivalvator Riedel, 2023
- M. (Stictopisthus) malucutus Riedel, 2023
- M. (Stictopisthus) sabahensis Riedel, 2023
- M. (Stictopisthus) siamensis Riedel, 2023
- M. (Stictopisthus) sulaensis Riedel, 2023